# لويس إي. ميلر
لويس إي. ميلر (بالإنجليزية: Louis E. Miller)‏ هو محامي وسياسي أمريكي، ولد في 30 أبريل 1899، وتوفي في 1 نوفمبر 1952 في الولايات المتحدة. حزبياً، نشط في الحزب الجمهوري. وقد انتخب عضو مجلس النواب الأمريكي.